# Idose
Idose là một hexose, sáu carbon monosacarit. Nó có một nhóm aldehyd và là một aldose. Nó không được tìm thấy trong tự nhiên, nhưng axit uronic, axit iduronic, rất quan trọng. Nó là một thành phần của dermatan sulfat và heparan sulfat, là glycosaminoglycan. Điểm thứ nhất và thứ ba hydroxyl chỉ ngược lại với cách thứ hai và thứ tư. Nó được tạo ra bởi ngưng tụ aldol của D-và L - glyceraldehyd.L -Idose là C-5 epimer của D - glucose.